# ويليام شيريدان
ويليام شيريدان (بالإنجليزية: William Sheridan)‏ هو سياسي أسترالي، ولد في 12 مارس 1858، وتوفي في 16 نوفمبر 1931. حزبياً، نشط في حزب العمال الأسترالي. وقد انتخب عضو مجلس نواب تسمانيا.